# کارکس هلری
کارکس هلری (نام علمی: Carex helleri) نام یک گونه از سرده جگن است.